# Raja miraletus
Raja miraletus is een vissensoort uit de familie Rajidae. De wetenschappelijke naam werd gepubliceerd in 1758 door Carl Linnaeus in de tiende editie van Systema naturae.